# Lac Tōya
Le lac Tōya (洞爺湖, Tōya-ko) est un lac de caldeira situé dans le sud-ouest de l'île de Hokkaidō au Japon, dans le parc national de Shikotsu-Tōya.

## Géographie
Le lac a une forme quasi circulaire de 10 km de diamètre avec une île en son centre, Nakano-shima, qui abrite des daims de Hokkaidō. Il a une superficie de 70,7 km2 et une profondeur maximale de 180 m.
Le lac Tōya est connu comme étant le lac le plus septentrional du Japon à ne jamais être pris par les glaces. On dit aussi qu'il est le deuxième lac le plus transparent du Japon.
La ville principale du lac est Tōyako Onsen sur la côte occidentale. La ville de Tōyako, où s'est tenu le G8 de 2008, est située de l'autre côté du lac. À proximité se trouve le mont Usu.

## Galerie

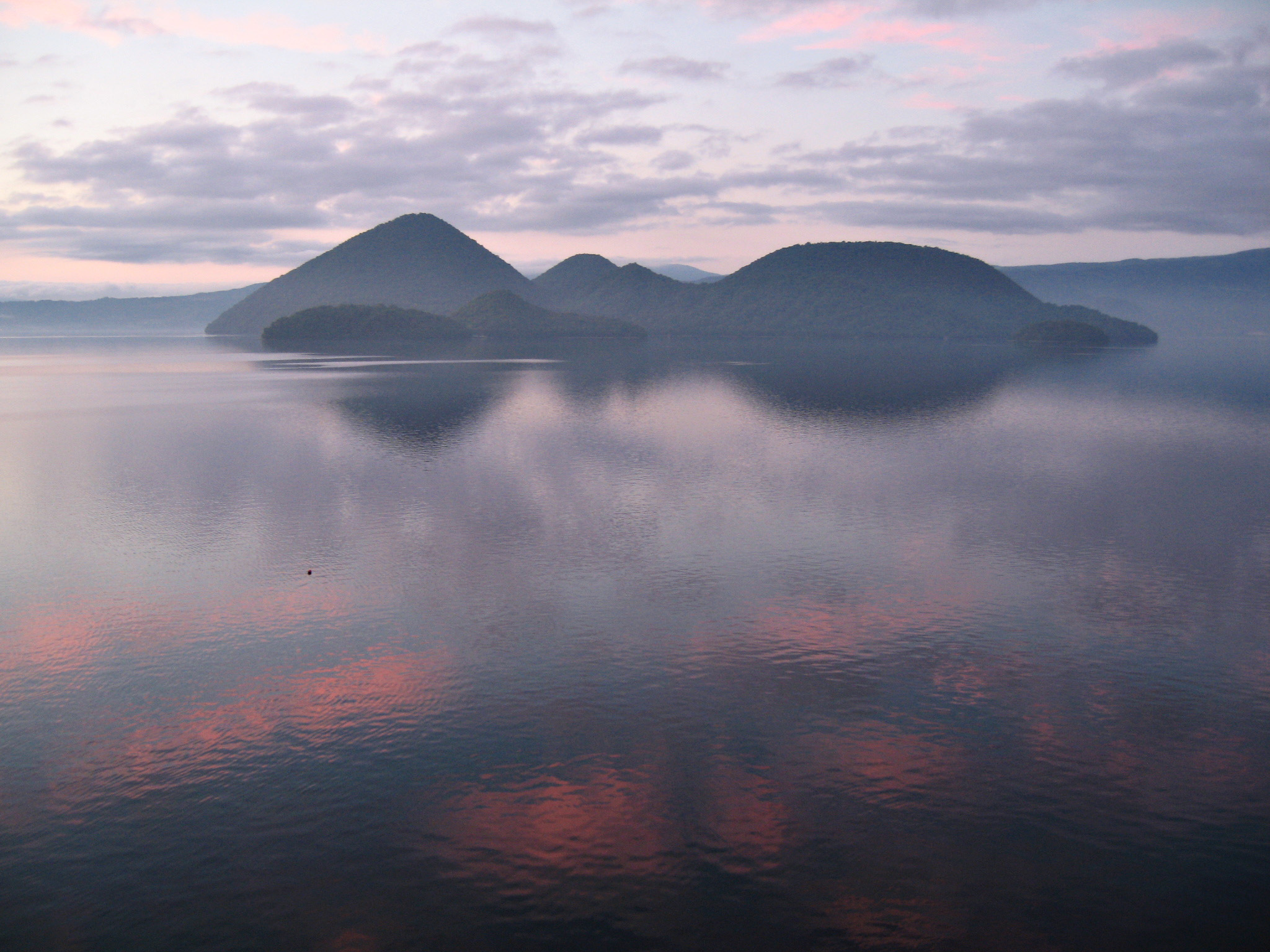
Coucher de soleil sur le lac.
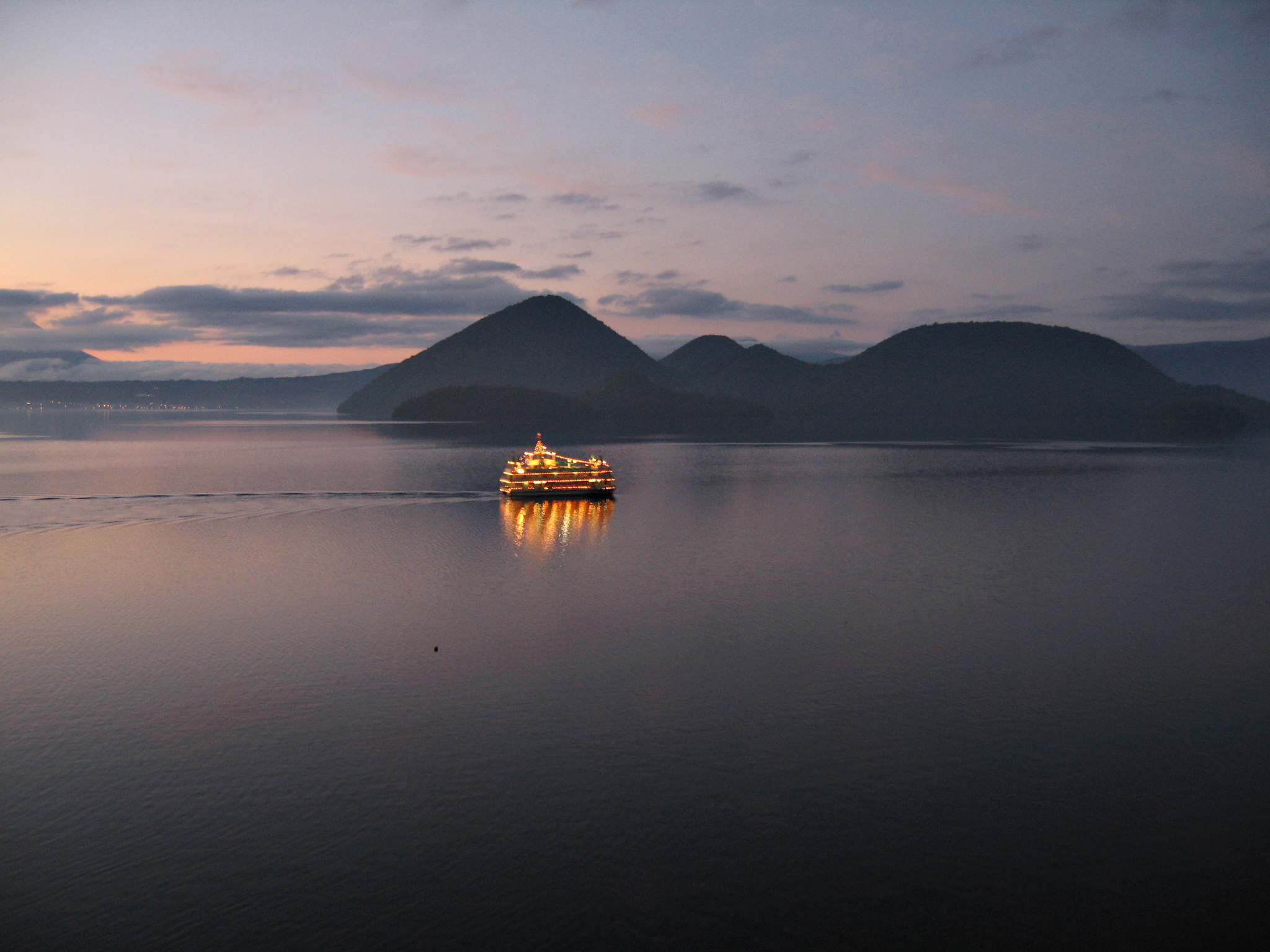
Bateau au crépuscule sur le lac.